# Bartłomiej Wawak
Bartłomiej Wawak (* 25. August 1993 in Bielsko-Biała) ist ein polnischer Mountainbiker.

## Sportlicher Werdegang
Als Junior war Wawak 2010 und 2011 polnischer Landesmeister in seiner Spezialdisziplin, dem olympischen Cross-Country (XCO). Er war Mitglied des polnischen Teams bei den Olympischen Jugendspielen 2010; die Mannschaft belegte den 12. Rang.
Bei den Europameisterschaften im Mountainbike-Marathon (XCM) in Singen gewann er den Titel der Kategorie U23. Im Jahr darauf belegte er in der Elite-Kategorie bei Europa- und Weltmeisterschaften jeweils den sechsten Platz.
2016 rückte er auch im XCO in die Elite auf und gewann auf Anhieb die polnischen Meisterschaften im XCO. Diesen Erfolg wiederholte er bis 2022 noch viermal; 2021 kam noch der Titel im Short Track (XCC) hinzu. Auf internationaler Ebene erzielte er 2021 im Weltcup (7. Platz in Lenzerheide), bei den Weltmeisterschaften (24. Platz im XCO) und den Europameisterschaften (16. Platz im XCO) jeweils seine besten Resultate. Außerdem fuhr er im olympischen Mountainbikerennen 2021 auf den 19. Platz. Bei kleineren UCI-Rennen siegte er über 30 Mal, sein wichtigster Triumph war 2017 in der Jelena Góra Trophy, einem Rennen der Klasse HC.
Anfang 2023 verkündete Wawak nach dem Ende des Kross Racing Teams, für das er längere Zeit gefahren war, sein eigenes Karriereende. Mit dem KTM Factory Team konnte er 2023 schließlich doch weitermachen, stand aber am Ende des Jahres erneut mit leeren Händen da. Erst im Februar 2024 fand er mit Kross Orlen erneut ein Team. Am Ende jenes Monats wurde er in den erweiterten Kader für die Olympischen Spiele 2024 berufen.

## Erfolge
2010
 Polnischer Meister – XCO (Junioren)
2011
 Polnischer Meister – XCO (Junioren)
2013
 Europameister – XCM (U23)
2016
 Polnischer Meister – XCO
2018
 Polnischer Meister – XCO
2019
 Polnischer Meister – XCO
2021
 Polnischer Meister – XCO, XCC
2022
 Polnischer Meister – XCO